# Comuna Svatkî, Hadeaci
Svatkî (în ucraineană Сватки) este o comună în raionul Hadeaci, regiunea Poltava, Ucraina, formată din satele Berizkî, Birkî, Șevcenkove și Svatkî (reședința).

## Demografie
Componența lingvistică a comunei Svatkî
     Ucraineană (96,67%)
     Rusă (3,01%)
     Alte limbi (0,24%)
Conform recensământului din 2001, majoritatea populației comunei Svatkî era vorbitoare de ucraineană (96,67%), existând în minoritate și vorbitori de rusă (3,01%).